# Nupedia
Nupedia var et projekt med det formål at forfatte en online-encyklopædi, grundlagt af Jimmy Wales og støttet finansielt af Bomis, med Larry Sanger som chefredaktør. Nupedia fandtes fra marts 2000 til september 2003, men er mest kendt for sin rolle som forgænger til Wikipedia.
Nupedia blev skrevet af nogle få eksperter og var dermed ikke en wiki. Artiklerne som blev publiceret, måtte først gennem en omfattende kvalitetskontrol. Kun 25 artikler blev godkendt i hele Nupedias levetid.